# Abborrtjärnarna (Anundsjö socken, Ångermanland, 709133-161019)
Abborrtjärnarna är en sjö i Örnsköldsviks kommun i Ångermanland och ingår i Gideälvens huvudavrinningsområde.